# 大禾镇
大禾镇，原为大禾乡，是中华人民共和国福建省龙岩市武平县下辖的一个乡镇级行政单位。2018年11月撤乡设镇。区划代码改为350824113。

## 行政区划
大禾镇下辖以下地区：
大禾村、大礤村、湘村、源头村、龙坑村、邓坑村、上梧村、上湖村、贤坑村、帽布村、坪坑村、山头村和大沛村。